# 49Games
49 Games war ein deutscher Entwickler von Computerspielen mit Sitz in Hamburg. Das Unternehmen war auf Computerspiele zum Thema Wintersport wie z. B. RTL Skispringen oder Ski Alpin spezialisiert.

## Geschichte
Das Unternehmen wurde 2004 von den VCC-Entertainment-Mitarbeitern Peter Cukierski, Florian Knappe, Thomas Mahlke, Dierk Ohlerich und Jan-Hendrik Ohl gegründet. Im September 2011 wurde die Firma von Bigpoint übernommen und Bigpoint kündigte an, dass Browsergames von 49Games folgen werden.

## Spiele
- 2004: RTL Ski Jumping 2005
- 2004: Ski Alpin 2005
- 2005: Ski Alpin 2006
- 2005: RTL Ski Jumping 2006
- 2006: Alpine Ski Racing 2007: Bode Miller vs. Hermann Maier
- 2006: RTL Winter Games 2007
- 2006: Torino 2006
- 2006: RTL Ski Jumping 2007
- 2006: RTL Biathlon 2007
- 2007: Biathlon 2008
- 2008: Winter Sports: The Ultimate Challenge
- 2008: Summer Athletics: The Ultimate Challenge
- 2008: Winter Sports 2: The Next Challenge
- 2008: Ski and Shoot
- 2008: Winter Sports 2: The Next Challenge
- 2008: RTL Biathlon 2009
- 2009: Summer Athletics 2009
- 2010: Summer Challenge: Athletics Tournament
- 2010: Winter Sports 2011: Go for Gold